# Esponjado
El esponjado es una técnica decorativa que consiste en aplicar pintura con una esponja a una superficie. 
El esponjado se realiza decorando una superficie previamente pintada con manchas de otro color. Para ello, se impregna una esponja con pintura y se aplica con diferentes toques a una pared o superficie. En primer lugar, se da una o dos manos uniformes sobre la superficie a decorar. Una vez seca se vierte una cantidad de pintura de otro color en una cubeta y, sobre ella, se impregna una esponja previamente humedecida. Se escurre la cantidad sobrante y se aplica sobre la pared con suaves presiones.
El esponjado se utiliza para cambiar el aspecto de puertas, muebles o paredes. Se recomienda que se utilicen colores de la misma gama para no generar grandes contrastes.
Para realizar el esponjado se pueden emplear esponjas de diferentes tamaños y con diferentes diámetros de los agujeros en función del resultado final que se quiera conseguir.